# 7 Comae Berenices
Désignations
7 Comae Berenices (en abrégé 7 Com) est une étoile géante de la constellation boréale de la Chevelure de Bérénice, située non loin de Melotte 111. Elle est visible à l'œil nu avec une magnitude apparente de 4,95. D'après la mesure de sa parallaxe annuelle par le satellite Hipparcos, l'étoile est distante d'environ ∼ 249 a.l. (∼ 76,3 pc) de la Terre. Elle se rapproche actuellement du Système solaire à une vitesse radiale héliocentrique de −28 km/s, et il est prévu qu'elle s'en rapprochera jusqu'à une distance d'environ 25,42 pc (∼82,9 al) dans 2,4 millions d'années.
7 Comae Berenices est une étoile géante jaune de type spectral G8 III–IIIb. Âgée de 730 millions d'années, c'est une étoile évoluée membre du red clump, qui génère son énergie par la fusion de l'hélium dans son cœur. Elle est 2,4 fois plus massive que le Soleil et son rayon est 10 fois plus grand que le rayon solaire. L'étoile est 63 fois plus lumineuse que le Soleil et sa température de surface est de 5 023 K.